# Kräwinklerbrücke
Kräwinklerbrücke ist ein Ortsteil der Stadt Remscheid in Nordrhein-Westfalen, Deutschland. Er liegt am Ufer der Wuppertalsperre an der Grenze zu den Städten Radevormwald und Hückeswagen. Namensgebend für die Ortschaft war eine historische Steinbrücke über den Fluss Wupper, die heute unterhalb der Wasserlinie der Talsperre liegt.

## Lage und Beschreibung
Kräwinklerbrücke befindet sich im statistischen Stadtteil Engelsburg des Stadtbezirks Lennep. Nachbarorte sind auf Remscheider Stadtgebiet Niederfeldbach, Dörperhöhe und Nagelsberg, auf Hückeswagener Stadtgebiet Hammerstein, Dürhagen und Voßhagen und über die Talsperre hinweg auf Radevormwalder Stadtgebiet Heidersteg, Honsberg und die Hofschaft Kräwinkel, die der Wupperquerung den Namen gab. Zum Ende des Mittelalters gab es auch die Bezeichnung „An der Kreewincklerbruck“.
Der Ort besaß einen Bahnhof an der Wuppertalbahn, die von Radevormwald nach Wuppertal führte, sowie ein Postamt, ein 1899 errichtetes Elektrizitätswerk und das 1880 gegründete Stahlwerk Urbach & Co. Mit dem Bau der Wuppertalsperre fielen bis 1975 große Teile der Ortschaft wüst. Das ursprüngliche Kräwinklerbrücke erstreckte sich auf beide Seiten der Wupper, sowohl auf Remscheider als auch auf Radevormwalder Stadtgebiet. Von dem auf Radevormwalder Stadtgebiet liegenden Teil ist heute nichts mehr erhalten, von dem Remscheider Teil nur die Randbebauung auf höherer Lage. Der Bahnhof, die Trasse der Bahnstrecke, das Stahlwerk, die Kapelle sowie zahlreiche Verbindungsstraßen wurden größtenteils abgetragen und überflutet. Zwei historische wertvolle Häuser wurden vor dem Aufstau transloziert.

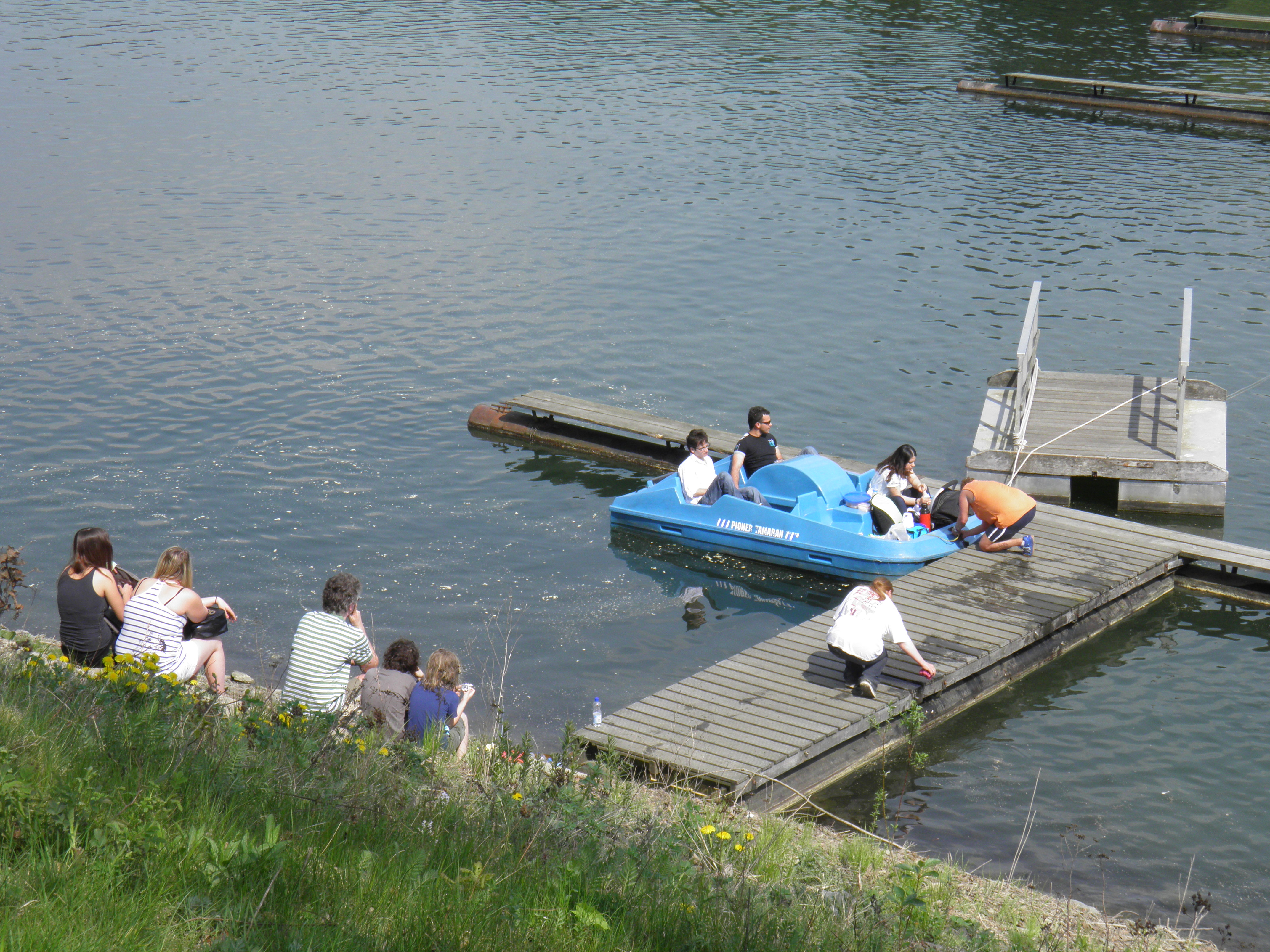
Bootshafen in Kräwinklerbrücke

Der Ort gehört erst seit 1975 zu Remscheid, zuvor gehörte der links der Wupper liegende Teil von Kräwinklerbrücke, der heute den Gesamtort bildet, zu Hückeswagen. Abgegangen sind neben dem Radevormwalder Teil von Kräwinklerbrücke die benachbarten an der Wupper gelegenen Industrieorte Oege, Dörpe, Friedrichsthal und Felbeckerhammer, die ebenfalls aufgrund des Talsperrenbaus niedergelegt und überflutet wurden.
Durch den Ort führt die Landesstraße 412. Eine 270 Meter lange Spannbetonbalkenbrücke verbindet die Ortschaft über die Talsperre hinweg mit dem gegenüberliegenden Radevormwald, so dass die Kontinuität in der Namensgebung des Ortes gewahrt bleibt. Ebenfalls ist in Kräwinklerbrücke eine kleine evangelische Kirche ansässig, die zur Kirchengemeinde Bergisch Born gehört.
In Höhe des versunkenen Bahnhofs befindet sich heute ein Strandbad, das auch Ausgangspunkt für die hiesigen Tauchsportvereine ist. Vor allem die Kapelle, die mit einer Boje gekennzeichnet ist, zieht viele Taucher an. Aber auch im Strandbad wird, wie in der gesamten Talsperre, das Schwimmen bzw. Baden aus rechtlichen Gründen vom verantwortlichen Wupperverband nur geduldet. Ein kleiner Bootshafen für Ruderboote und Tretboote ist ebenfalls Teil der Anlage.

## Geschichte

### Die Wupperbrücke

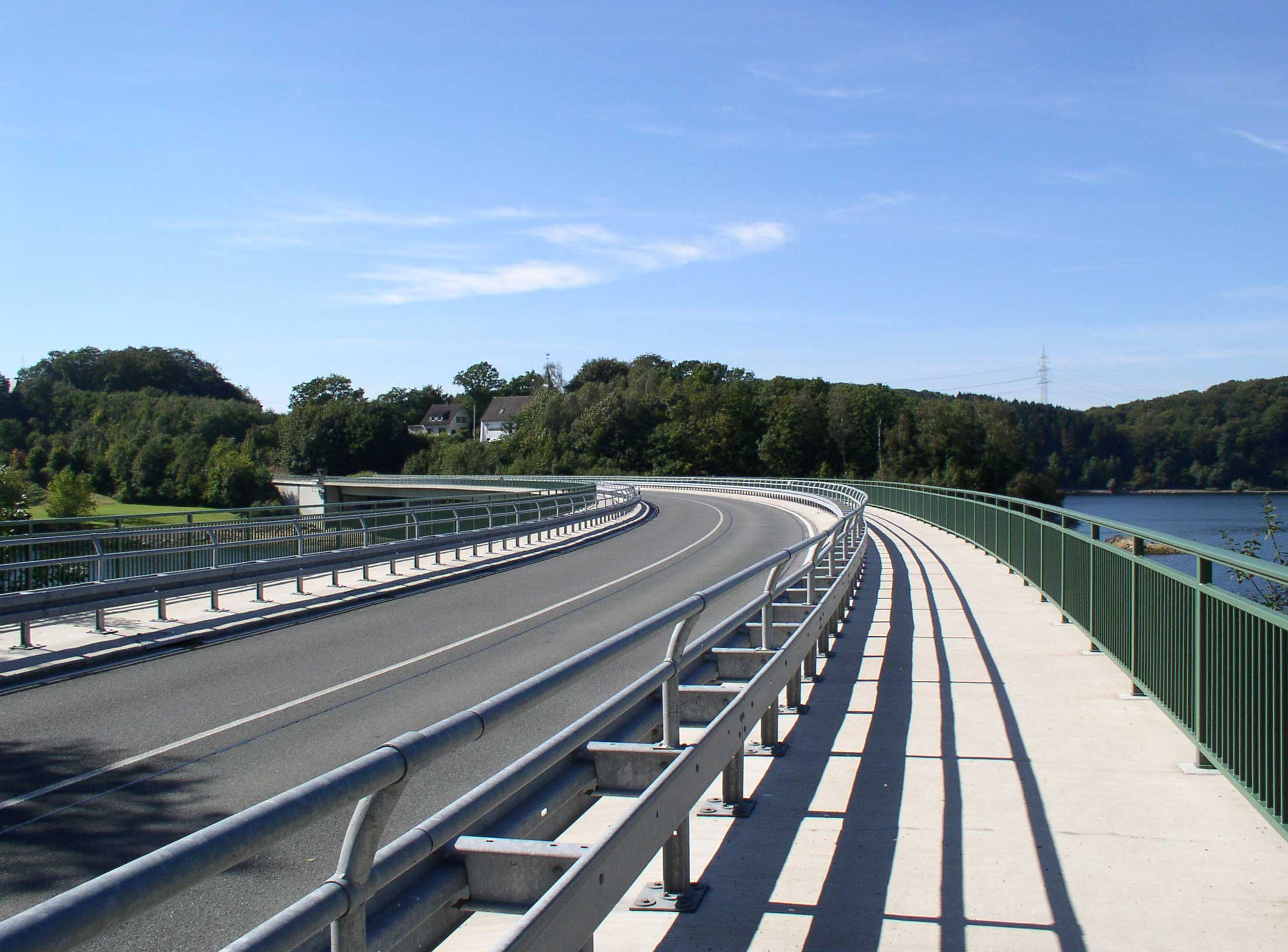
Die Spannbetonbalkenbrücke mit Blick auf die Kräwinklerbrücker Kirche

Die erste urkundliche Erwähnung der Kräwinkler Wupperbrücke datiert aus dem Jahr 1399. Der Dichter Jung-Stilling, der um 1763 bis 1770 im benachbarten Dörpe lebte und als Hauslehrer bei dem Hammerwerksbesitzer Peter Johannes Flender angestellt war, vermaß die Bogenbrücke mit ihren drei Bögen. Laut seiner Beschreibung besaß sie eine Länge (ohne Außenfundamente) von 90 ¾ Fuß (= 28,5 m) und eine Breite (ohne die abgedeckten Brustwehren) von 9 1/6 Fuß (= 2,9 m). In der Karte Topographia Ducatus Montani aus dem Jahre 1715 ist die Wupperbrücke eingezeichnet, aber nicht der Ort selbst.
Obwohl vor den Brückenpfeilern Strömungsbrecher aus Eichenholz angebracht waren, wurde 1783 die Brücke durch Eisgang mit folgendem Hochwasser stark beschädigt, so dass sie kaum passierbar war. Es folgte ein zehnjähriger Streit um die Reparaturkosten und das Brückengeld zwischen der Stadt Radevormwald und den Familien Clarenbach und Flender, die Eigentümer der meisten Ländereien und der Fabriken bei Kräwinklerbrücke waren. Der preußische Staat übernahm 1815 die Eigentümerschaft.
1843 wurde ein vierter Bogen angefügt, der den Obergraben der Clarenbachschen Wasserkraftanlage überspannte. Die Brustwehrmauern wurden 1882 durch 1,5 m breite Sandsteinplattem ersetzt, damit die Fußgänger nicht mehr die Fahrbahn nutzen mussten. 1968 wurde die heutige Spannbetonbalkenbrücke errichtet, die in 30 m Höhe das Tal überspannte. Die alte Brücke versank ab 1987 in den Fluten der Wuppertalsperre.

### Das Clarenbach'sche Wassertriebwerk
In den Jahren 1694 bis 1704 kaufte ein Caspar Clarenbach mit seinem Sohn Peter Adolf Clarenbach (1661–1736) die gesamten Ländereien in und um Kräwinklerbrücke. Clarenbach, der von dem Hof Stursberg bei Lüttringhausen stammte, baute an der Wupper einen mit Wasserkraft angetriebenen Doppel-Eisenhammer, der laut dem Heimatforscher Julius Lausberg sofort mit der Produktion begann. Am 8. Oktober 1714 wurde ein Doppel-Reckhammer konzessioniert. Dessen Besitzer Peter Clarenbach erhielt bis 1733 die Genehmigung zum Bau von sieben weiteren Hammerwerken. Als Peter Clarenbach 1736 starb, hinterließ er seinen neun Kindern ebenso viele Hammerwerke, die sechs Gebäuden untergebracht waren. Dazu kamen weitere Häuser und Grundstücke in Kräwinklerbrücke.
Mehrere Hammerwerke sind offenbar in der Folgezeit verkauft worden, denn 1785 erscheint Peter Johannes Flender als Besitzer von vier der neun Produktionsstätten. Peter Johannes Flender (1727–1807) war der Schwiegersohn von Peter Adolf Clarenbach. Die übrigen fünf gehörten weiterhin den Erben Clarenbachs. Bis 1816 übernahmen Flender und dessen Erben weitere drei Hammerwerke, so dass sieben im Besitz der Familie waren. Die restlichen zwei Hammerwerke kaufte in diesem Jahr ein Johann Peter Lausberg für 5700 Reichthaler. Dessen Sohn Johann Wilhelm Lausberg baute 1855 den ersten Hammer in eine Tuchfabrik um und riss 1866 den zweiten ab, um die Produktionsstätte, die 1865 eine 20 PS starke Dampfmaschine und ein Kesselhaus mit 90 Fuß hohen Schornstein und einem Dampfkessel besaß, zu vergrößern. In einem der Flender´schen Hammerwerken baute Johann Friedrich Flender 1857 einen Dampfhammer und einen Doppel-Zementationsofen ein, um Federstahl für die Eisenbahn herzustellen.
Bis spätestens 1890 waren sämtliche Gebäude im Ort im Besitz der Familie Lausberg. Auch das Hammerwerk VII und das Doppel-Hammerwerk VII/IX wurden von Johann Wilhelm Lausberg in eine Textilfabrik umgebaut, in der er 90 Arbeiter beschäftigte. Die Fabrik ging um 1925 in den Besitz eines Carl Mauer über, der bis 1959 dort für den lokalen Textilhandel produzierte.

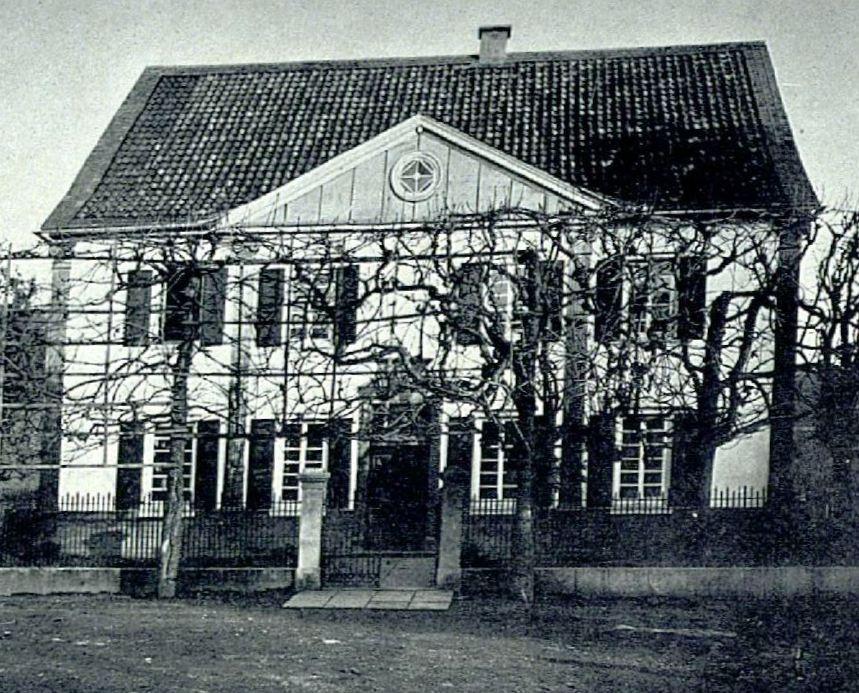
Vorderansicht des Flender´schen Stammhauses in Kräwinklerbrücke
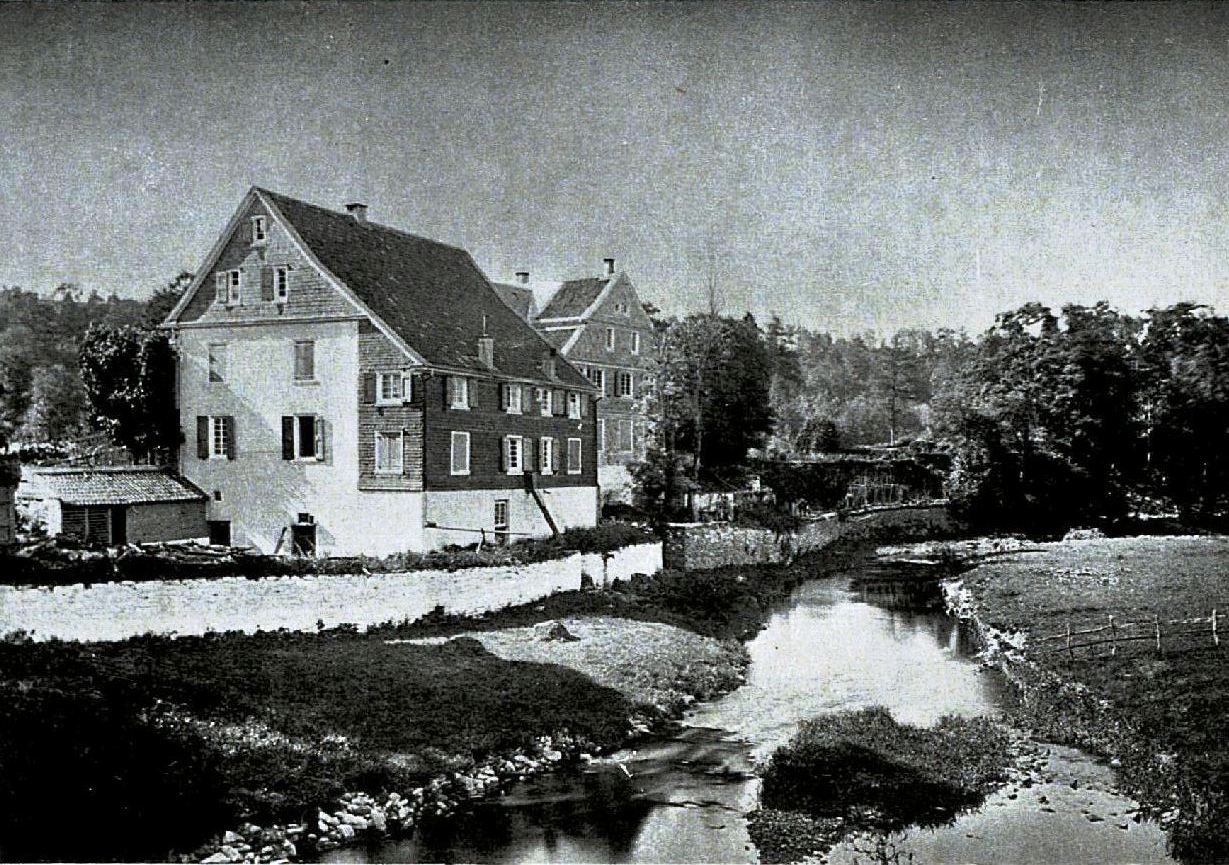
Hinteransicht des Flender´schen Stammhauses
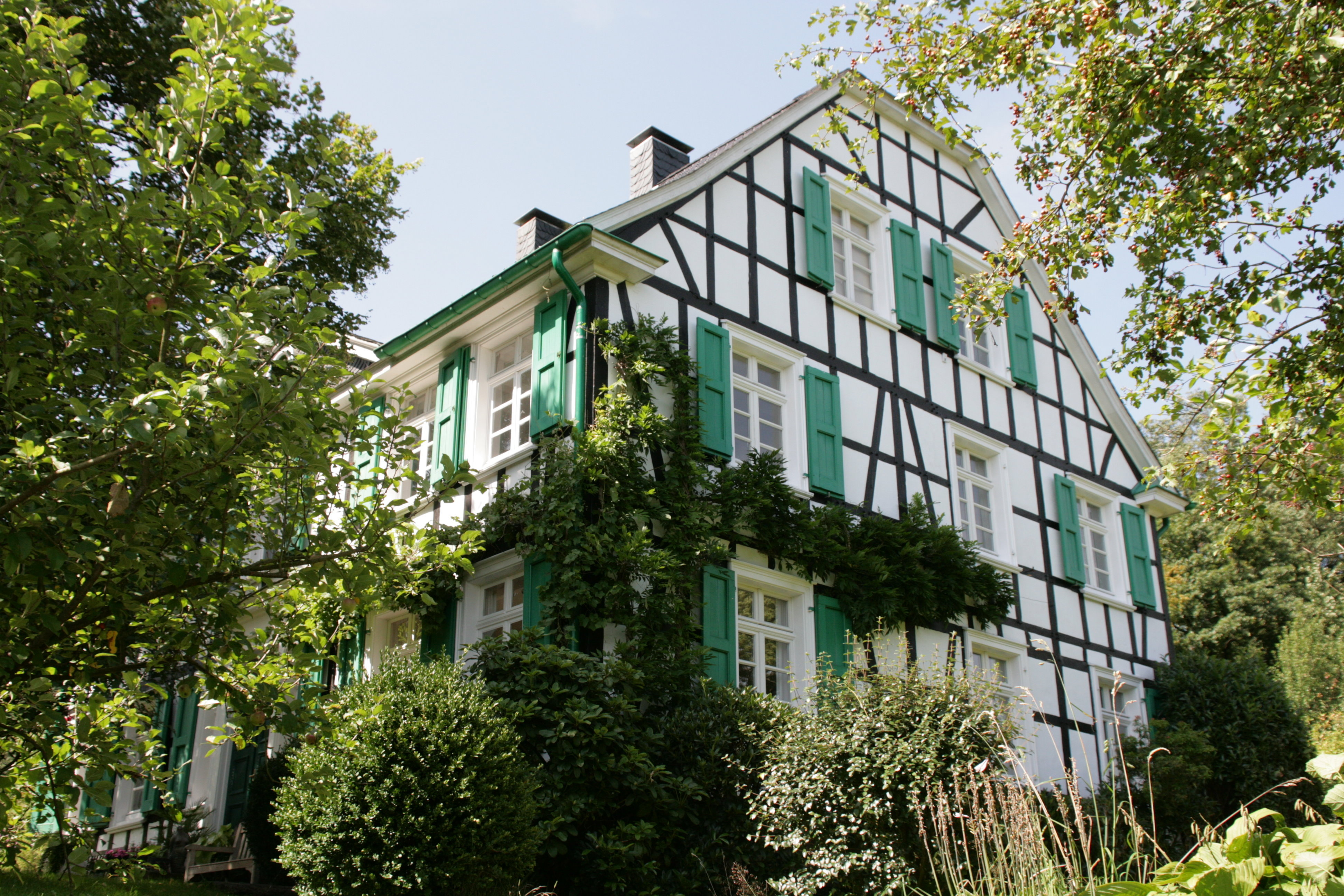
Nach Dürhagen tranzloziertes Bürogebäude der Tuchfabrik Lausberg

### Die Heidersteger Mahlmühle
Neben der Wupperbrücke stand an der Mündung des Heidersteger Bachs eine Mahlmühle, deren Gründungsjahr von dem Heimatforscher Julius Lausberg auf 1380 festgelegt wurde. An dem Standort wurde um 1770 von Melchior Clarenbach und Johannes Flender ein wassergetriebener Doppel-Eisenhammer betrieben, in dem Ambosse gefertigt wurden. 1863 wurde eine Konzession für den Betrieb einer Fruchtmühle an einen Carl Sieper erteilt, aber bereits 1880 ist eine wasserbetriebene Holzschneiderei belegt, die von einem Karl Höhfeld und einem Herrn Dürholt betrieben wurde. Neben dem Wassertriebwerk bestand zu dieser Zeit bis zum Abriss 1914 eine kleine Schmiede, in der die Gebrüder Finkensieper Reparaturen ausführten. Nach Abbruch der alten Gebäude wurde an dieser Stelle 1951 die Kapelle Maria zur Mühlen errichtet.

### Das Stahlwerk Urbach
Um 1880 betrieb der Schmiedemeister Carl Urbach mit seinen Gesellen in zwei gepachteten Doppel-Eisenhämmern (III/IV, Baujahr 1726 und V/VII, Baujahr 1727) nahe dem Clarenbach´schen Wassertriebwerk eine Fabrikation von Feilen und Profilstahl. Als an dieser Stelle das Kräwinklerbrücker Elektrizitätswerk errichtet werden sollte, zog Urbach 1898 mit seinen 14 Arbeitern in ein neues Dampfhammerwerk am Kräwinklerbrücker Bahnhof. 1925 arbeiten 52 Arbeiter und zehn Angestellte im Werk, 15 Dampfhämmer von 2 bis 60 Zentner Bärgewicht verarbeiteten bis zu 600 mm starke Stahlblöcke. Bis 1970 wurden legierte Meißel-, Stempel- und Schnittstähle, Gesenke und Drehstähle hergestellt. Als die Firma 1971 aufgrund des Baus der Talsperre geschlossen werden musste, wurden 70 Angestellte entlassen.

### Das Elektrizitätswerk
Das Elektrizitätswerk Kräwinklerbrücke wurde auf dem Standort der zwei Doppelhämmer (III/IV und V/VII) errichtet und nahm am 1. November 1900 die Stromerzeugung auf. Es handelte sich um ein Laufwasserkraftwerk mit einer Leistung von 490 PS, das von einer Dampfmaschine mit weiteren 250 PS unterstützt wurde. Neben dem Ort mit seinen Industrieanlagen wurden auch die umliegenden Gemeinden mit Strom versorgt. Um 1971 endete die Stromerzeugung.

### Kommunale Zuordnung und Bevölkerungsentwicklung
Im 18. Jahrhundert gehörte der Teil links der Wupper zur Honschaft Lüdorf im bergischen Amt Bornefeld-Hückeswagen, der Teil rechts des Flusses zu der Niederbauerschaft des Kirchspiels Radevormwald im bergischen Amt Beyenburg.
1815/16 lebten 36 Einwohner im 1975 Hückeswagener (später Remscheider) Teil, im Radevormwalder Teil 13 Einwohner. 1832 gehörte der Remscheider Teilort weiterhin zur Lüdorfer Honschaft, die ein Teil der Hückeswagener Außenbürgerschaft innerhalb der Bürgermeisterei Hückeswagen war und wurde laut der Statistik und Topographie des Regierungsbezirks Düsseldorf als Eisenhammer kategorisiert. Der Radevormwalder Teilort gehörte zu dieser Zeit zum Landbezirk der Bürgermeisterei Radevormwald und wurde in der gleichen Statistik als Weiler eingeordnet.
Kräwinklerbrücke besaß 1832 acht Wohnhäuser (sechs zu Hückeswagen und zwei zu Radevormwald), sieben Mühlen bzw. Fabriken (sechs und eine) und 15 landwirtschaftliche Gebäude (zwölf und drei). Zu dieser Zeit lebten 55 Einwohner (43 und 12) im Ort, allesamt evangelischen Glaubens.
Im Gemeindelexikon für die Provinz Rheinland werden für das Jahr 1885 für die beiden Teilorte 16 Wohnhäuser (elf zu Hückeswagen und fünf zu Radevormwald) mit 122 Einwohnern (100 und 22) angegeben. Der linksseitige Teilort gehörte zu dieser Zeit zur Landgemeinde Neuhückeswagen innerhalb des Kreises Lennep, der rechtsseitige Teilort zur Stadt Radevormwald. 1895 besitzt der Ort 14 Wohnhäuser (zehn und vier) mit 118 (94 und 24) Einwohnern, 1905 17 Wohnhäuser (zwölf und fünf) und 136 Einwohner (108 und 28).

### Jüngere Geschichte
Im Zuge der nordrhein-westfälischen Kommunalgebietsreform wurde am 1. Januar 1975 der östliche Bereich um Bergisch Born mit der Ortschaft Kräwinklerbrücke aus der Stadt Hückeswagen herausgelöst und in die Stadt Remscheid eingegliedert. Für den Bau der Wuppertalsperre wurden bis 1975 die Teile des Orts, die im Überflutungsbereich lagen – ca. 50 Bauwerke –, größtenteils abgerissen und das Gelände neu modelliert. Zwei der Gebäude, das Bürogebäude der Tuchfabrik und eine Scheune, wurde nach Dürhagen transloziert. Die Wuppertalbahn wurde am 31. Dezember 1979 stillgelegt.
Um Kräwinklerbrücke waren drei Sportvereine aktiv: Der Turnverein Kräwinklerbrücke am Heidersteg, der Ring- und Stemmclub Germania Kräwinklerbrücke in Hammerstein und die Motorsportfreunde Kräwinklerbrücke (Motocross), deren Übungsgelände bei Niederkretze lag.